# Гамета

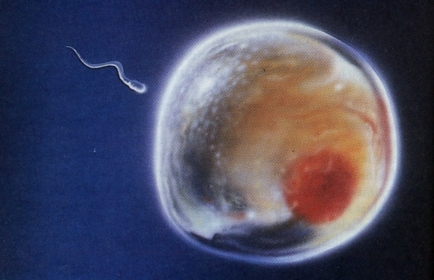
Гамети самця і самиці перед взаємодією.

Гамета (грец. γαμέτης gametes — чоловік та γαμετή gamete — дружина) — спеціалізована статева клітина, що має гаплоїдний (половинний — порівняно з соматичними клітинами) набір хромосом та слугує засобом статевого розмноження. При злитті з іншою гаметою під час запліднення (при копуляції) формує зиготу, що є базою нового організму; відновлюється диплоїдність організму.
Гамети можуть мати різні варіації в будові та особливостях життєвого циклу залежно від виду статевого розмноження, для якого вони застосовуються організмами:
- ізогамія — гамети обох організмів однакові за розмірами і обидві рухливі;
- анізогамія — гамети неоднакові за розмірами, але обидві теж рухливі;
- оогамія — остаточне розділення гамет за статтю організму-продуцента: жіноча гамета (яйцеклітина) — значно перевищує чоловічу за розмірами, нерухлива, чоловіча (сперматозоїд) — мала, рухлива.

Гамети формуються шляхом гаметогенезу (оогенезу та сперматогенезу відповідно).